# Brouteur.com
Brouteur.com,, est une série télévisée ivoirienne,. Alain Guikou réalise la première saison de la série,, diffusé sur TV5 Monde, et  A+. Le thème de la série évoque les arnaques sur internet,. Le terme brouteur désignant un escroc opérant sur les réseaux sociaux.

## Fiche technique
- Genre : Série policière[12]
- Producteur : Alain Guikou
- Réalisateur : Alain Guikou
- Langue : Français
- Année : 2012
- Pays : Côte d'Ivoire
- Décor : Abidjan, Paris et Maroc

## Distribution

### Acteurs
- Géraud : Franck Vlehi
- Camso : Landry Gnamba
- Emeraude : Kady Toure
- Blanco : Guy Kalou
- Naja : Beugré Djeppe
- Cynthia : Aurélie Eliam Aya
- Kimberly : Olivia Yahi
- Charlène : Nina K
- Hussen El Backshir : Hisham Jesus
- John Polos : Gninrin Dez
- Kady : Emmanuella Loukou